# Phoeniculus
Phoeniculus és un gènere d'ocells de la família dels fenicúlids (Phoeniculidae).

## Descripció
Els membres d'aquest gènere tenen becs llargs, lleugerament corbats i punxeguts amb bases robustes. La majoria passa el dia en estols de 5 a 12 ocells, enfilant-se acrobàticament als arbres o penjant-se sota les branques, picotejant les escletxes a la recerca d'insectes i altres petits artròpodes. Poden ajudar-se amb la llarga cua com ho fan els picots, però les plomes de la cua no són rígides com les dels picots i es desgasten fàcilment. Tot i que tenen els peus forts, el vol és curt i ondulant i no es manté a l'aire molt de temps. Són sorollosos tot i que poden fer pauses mentre busquen menjar per cridar o “riue” junts i es balancegen cap endavant i cap enrere, les ales mig obertes i la cua oscil·lant cap amunt i cap avall. Aquesta cerimònia ajuda a mantenir el grup unit.
En la puput arbòria verda (Phoeniculus purpureus), els mascles presenten un notable dimorfisme sexual amb becs un 36% més llargs que els de les femelles. Aquesta característica no s'atribueix a la selecció sexual o als rols reproductius, sinó a la separació ecològica, que minimitza la competència d'alimentació entre els sexes.
Els grups estan formats principalment per pares, ajudants i joves. Els ajudants són ocells que, en comptes de criar, ajuden una altra parella a defensar el niu i alimentar les cries. Aquesta pràctica millora l'èxit reproductiu. Els ajudants poden criar l'any següent; a conseqüència dels vincles que van establir amb els joves que van ajudar, aquests últims poden convertir-se en els ajudants al seu torn.

## Llista d'espècies
Aquest gènere està format per 4 espècies:
- puput arbòria carablanca (Phoeniculus bollei).
- puput arbòria verda (Phoeniculus purpureus).
- puput arbòria becnegra (Phoeniculus somaliensis).
- puput arbòria violàcia (Phoeniculus damarensis).

A l'espera de futurs estudis genètics i en funció del comportament morfològic, vocal i social (Dowsett-Lemaire i Dowsett, 2014), la classificació del Congrés Ornitològic Internacional (versió 14.2, 2024) manté una cinquena espècie, la puput arbòria capbruna (Phoeniculus castaneiceps). Altres autoritats l'assignen al gènere Rhinopomastus .
Alhora, la mateixa classificació considera espècie de ple dret Phoeniculus granti cosa que la resta la consideren una subespècie de P. damarensis.